# 佐藤安太
佐藤 安太（さとう やすた、1924年3月20日 - 2019年2月26日）は、日本の実業家。勲等は勲四等。学位は博士（工学）（山形大学・2010年）。山形大学工学部客員教授、福島工業高等専門学校客員教授、財団法人日本玩具文化財団名誉理事長、特定非営利活動法人ライフマネジメントセンター理事長。おもちゃの王様との異名を持つ。
有限会社佐藤ビニール工業所社長（初代）、株式会社宝ビニール工業所社長（初代）、株式会社タカラビニール工業所社長（初代）、株式会社タカラ社長（初・第3代）などを歴任した。

## 来歴・人物
佐藤ビニール工業所を創業し、のちにタカラに改組し、一代で日本屈指の玩具メーカーにまで成長させた。タカラの社長として「ダッコちゃん」、「リカちゃん人形」、「人生ゲーム」、「チョロQ」、「トランスフォーマー」などのヒット商品を次々と開発したことから、「おもちゃの王様」と呼ばれた。このほか、山形大学工学部や福島工業高等専門学校にて、客員教授として教鞭を執った。また、日本玩具文化財団では、名誉理事長に就任している。
1924年3月20日、現在の福島県いわき市三和町に生まれる。太平洋戦争中は福島県郡山市に学徒動員されていたが、その際にアメリカ合衆国による空爆を受け、周りには死傷者が多数出たにもかかわらず一人だけ無傷で生存した。1945年、米沢工業専門学校化学工業科（のちの山形大学工学部）を卒業した。

### タカラ
太平洋戦争後は上京し、懸命に働いた。1953年、佐藤加工所を個人創業したが、1955年、東京都葛飾区にて佐藤ビニール工業所を設立した。当初は有限会社であったが、その後、1959年に株式会社化している。発足当時は、ビニール製の雨合羽や雑貨など、ビニール製品の製造を主要な事業としていた。
その後、空気入りビニールの素材開発に取り組み、その一環としてビニール人形を試作し百貨店の店頭に展示していた。ところが、それに目を留めた百貨店の店員が、自分の腕にそれを付けて昼食をとりに外出したことをきっかけに、その人形がブームとなった。さらに、大相撲七月場所のテレビ中継にて、その人形を持った観客が映ったことから、流行が全国に拡大した。その人形は「ダッコちゃん」との愛称が定着し、佐藤ビニール工業所には注文が殺到した。そのため、同社の業績は大きく成長した。また、人気に着目した暴力団員が、現金を直接持参し、自分たちにダッコちゃんを卸せと要求することもあった。佐藤は「ダッコちゃんを待っている人がたくさんいる」と述べてこの申し出を拒絶したため、暴力団員との間でもめることになり、最終的には警察官らが工場を警備する事態にまで発展した。
その後、佐藤ビニール工業所は、社名を「宝ビニール工業所」から「タカラビニール工業所」を経て「タカラ」に変更し、本格的に玩具業界に進出することになった。「リカちゃん人形」、「チョロQ」、「フラワーロック」といった自社開発商品は、大きなヒット商品となった。また、「人生ゲーム」や「トランスフォーマー」など、日本国外の企業と提携したボードゲームや玩具も大きなヒット商品となった。1994年、安太はタカラの社長を退任して会長に退き、後任の社長には長男の佐藤博久が就任した。しかし、1999年に博久が社長を退任したため、安太が会長と社長を兼任した。翌年、安太はタカラの社長を再び退き、後任の社長には二男の佐藤慶太が就任した。

### タカラ退任後
2002年、タカラの経営の一線を退き、「ライフマネジメントセンター」を設立するとその理事長に就任した。また、2007年には山形大学の大学院に進学し、理工学研究科のものづくり技術経営学専攻にて学んだ。なお、山形大学の学生・院生としては、佐藤が史上最高齢である。2010年、博士課程を修了し、山形大学から「博士（工学）」の学位を授与され、同大工学部客員教授として「未来設計と成功エンジニアリング」、福島工業高等専門学校客員教授として「マトリックス思考法」を講じるなど、後進の育成に力を注いだ。
また、実写映画『トランスフォーマー/リベンジ』のワールドプレミアに出席し、「25年前に作ったロボットが、まさかこんな映画になるなんて。本当に感激です!」と語るとともに、監督のマイケル・ベイに謝辞を述べたうえでモニュメントを贈呈した。
2019年2月26日、老衰のため死去(享年94)。

## 略歴
- 1924年 - 誕生[2]。
- 1945年 - 米沢工業専門学校化学工業科卒業[2]。
- 1953年 - 佐藤ビニール工業所社長[2]。
- 1960年 - 宝ビニール工業所社長[4]。
- 1961年 - タカラビニール工業所社長[4]。
- 1966年 - タカラ社長[4]。
- 1994年 - タカラ会長[4]。
- 1999年 - タカラ社長[4]。
- 2002年 - ライフマネジメントセンター理事長[2]。
- 2010年 - 山形大学大学院理工学研究科博士課程修了[2]。

## 栄典
- 1986年 - 黄綬褒章。
- 1995年 - 勲四等旭日小綬章。

## 著作

### 単著
- 佐藤安太著『凡才、1000億をめざす――当たり前を確実にやるタカラの経営』中経出版、1986年。ISBN 9784806102571
- 佐藤安太著『あなたは成功できる――セルフコーチング自己実現法――7育5心3V法』日経BP企画、2005年。ISBN 9784861300851

### 共著
- 佐藤安太・新井田傳・安田壽男著『夢ひとすじ福島びと』福島民友新聞社、2009年。ISBN 9784939142086
- 佐藤安太著、牧野武文構成『おもちゃの王様が語る おもちゃの昭和史』角川書店、2011年。ISBN 978-4048850926

### 寄稿
- 佐藤安太稿「ダッコちゃんブーム――ヤクザに売れとすごまれて」『文藝春秋』88巻15号、文藝春秋、2010年12月1日。